# Кариан
Кариа́н — река в Тамбовской области России, левый приток Цны протекает по Токарёвскому и Знаменскому районам. Длина реки составляет 48 км, площадь водосборного бассейна — 532 км². Среднегодовой расход воды — 1,7 м³/с.
Название реки имеет финно-угорское происхождение от слова кари — «мель».

## География
Река берёт начало в деревне Филимоновка Токарёвского района. Течёт на север по открытой местности. У села Александровка принимает воды своего правого притока, реки Ключ. Устье реки находится у посёлка Знаменка в 386 км от устья Цны.

### Притоки
(указано расстояние от устья)
- 2 км: ручей Шеболда (пр)[4];
- 20 км: река Ключ, у с. Александровки (пр)[5][4].

## Данные водного реестра
По данным государственного водного реестра России относится к Окскому бассейновому округу, водохозяйственный участок реки — Цна от истока до города Тамбов, речной подбассейн реки — Мокша. Речной бассейн реки — Ока.
Код объекта в государственном водном реестре — 09010200212110000028731.